# Žarko Petan
Žarko Petan (Liubliana, 27 de marzo de 1929 − 2 de mayo de 2014) fue un escritor esloveno.
Entre 1959 y 1961, cuando estuvo detenido, consagró su tiempo a la escritura de sus libros de memorias Preteklost (El pasado), y Preteklost se nadaljuje (El pasado continúa). También fue conocido por sus aforismos.

## Obras traducidas al español
- Petan, Žarko (2002). Aforismos. Ediciones Bassarai: Vitoria-Gasteiz (introducción de Santiago Martín; traducción de Santiago Martín et.al.).
- Petan, Žarko (2008). Tras los pasos de mi padre. Ediciones Bassarai: Vitoria-Gasteiz (introducción y traducción de Santiago Martín).